# 石狩市立花川北中学校
石狩市立花川北中学校（いしかりしりつはなかわきたちゅうがっこう）は、北海道石狩市花川北3条に所在する公立中学校。

## 沿革
花川北地区の人口が増加していき新設中学校の設置が決まり、1979年7月に校舎第一期工事が着工した。10月に花川中学校（旧）に開校準備委員が発足、12月に石狩町議会で校名が決定し、着々と開校準備が進んでいった。1980年4月に花川中学校（旧）から分離する形で「石狩町立花川北中学校」（生徒569名、13学級）が開校した。1986年4月に開校から6年で生徒数が1,193名（30学級）になった。1987年に花川中学校（新）の開校に伴い、一部校区の変更がされた。
年表
- 1979年（昭和54年）- 校舎第一期工事着工、校名決定[2]。
- 1980年（昭和55年）- 石狩町立花川北中学校が開校、制服決定、校舎第一期工事完了[2]。
- 1981年（昭和56年）- 校歌制定、校舎第二期工事完了[2]。
- 1982年（昭和57年）- 体育館改修工事完了[2]。
- 1985年（昭和60年）- 文部省研究指定校[2]。
- 1987年（昭和62年）- 一部の校区変更[2]。
- 1995年（平成7年）- ロシアのワニノ市[注 1]との生徒交流[2]。
- 1996年（平成8年）- 市制施行により石狩市立花川北中学校に改称[1]。
- 1997年（平成9年）- ワニノ市とのスポーツ交流（女子バレー部）[2]

## 教育目標
- 進んで知識を求め、自己を見つめる生徒[3]。
- 豊かな情操を持ち、互いに協力し合う生徒[3]。
- 強い意志と体力を持ち、進んで実行する生徒[3]。

## 部活動
全国大会のみ掲載。
体育部
- 軟式野球部
- サッカー部
- バレーボール部
- 男子バスケットボール部
- 女子バスケットボール部
- 男子バドミントン部
  - 全国中学校バドミントン大会 男子ダブルス出場（1998年）[2]
- 女子バドミントン部
- 卓球部
  - 全国中学選抜卓球大会 男子団体出場（2017年）[2]
  - 全国中学校卓球大会 男子個人出場（2019年）[2]
- 男子ソフトテニス部
- 女子ソフトテニス部

文化部
- 吹奏楽部
- 美術部

個人
- 水泳
  - 全国中学校水泳競技大会
    - 女子背泳ぎ出場（1995年 - 1996年）[2]
    - 女子400Mメドレー（1998年）[2]
    - 女子自由形（2004年 - 2005年）[2]
- 陸上競技
  - 全日本中学校陸上競技選手権大会
    - 走高跳 優勝（1990年）、準優勝（1989年）[2]
- 体操
  - 全国中学校体操競技選手権大会 出場（2003年）[2]
- スキー
  - 全国中学校スキー大会
    - スペシャルジャンプ 優勝（2009年、2011年）[2]、3位（2009年）[2]、6位（2008年）[2]、出場（2007年）[2]
- 柔道
  - 全国中学校柔道大会
    - 女子団体出場（2012年）[2]
    - 女子個人出場 ベスト16（2018年）[2]

## 通学区域
通学区域は以下の通り。
- 花川北1条1丁目 - 6丁目
- 花川北2条1丁目 - 6丁目
- 花川北3条2丁目（71番地 - 123番地）
- 花川北3条3丁目 - 6丁目
- 花川南1条3丁目 - 6丁目
- 花川南2条3丁目 - 6丁目
- 花川南3条3丁目 - 5丁目
- 花川南4条4丁目 - 6丁目
- 花川

## 出身小学校
- 石狩市立双葉小学校
- 石狩市立紅南小学校

## 交通アクセス
- 北海道中央バス （16・麻15・麻16）花畔団地線「花川北中学校」停留所下車、徒歩1分[6]。

## 著名な出身者
- 佐藤幸椰（スキージャンプ選手）- 2022年北京オリンピック